# シマハジロバト

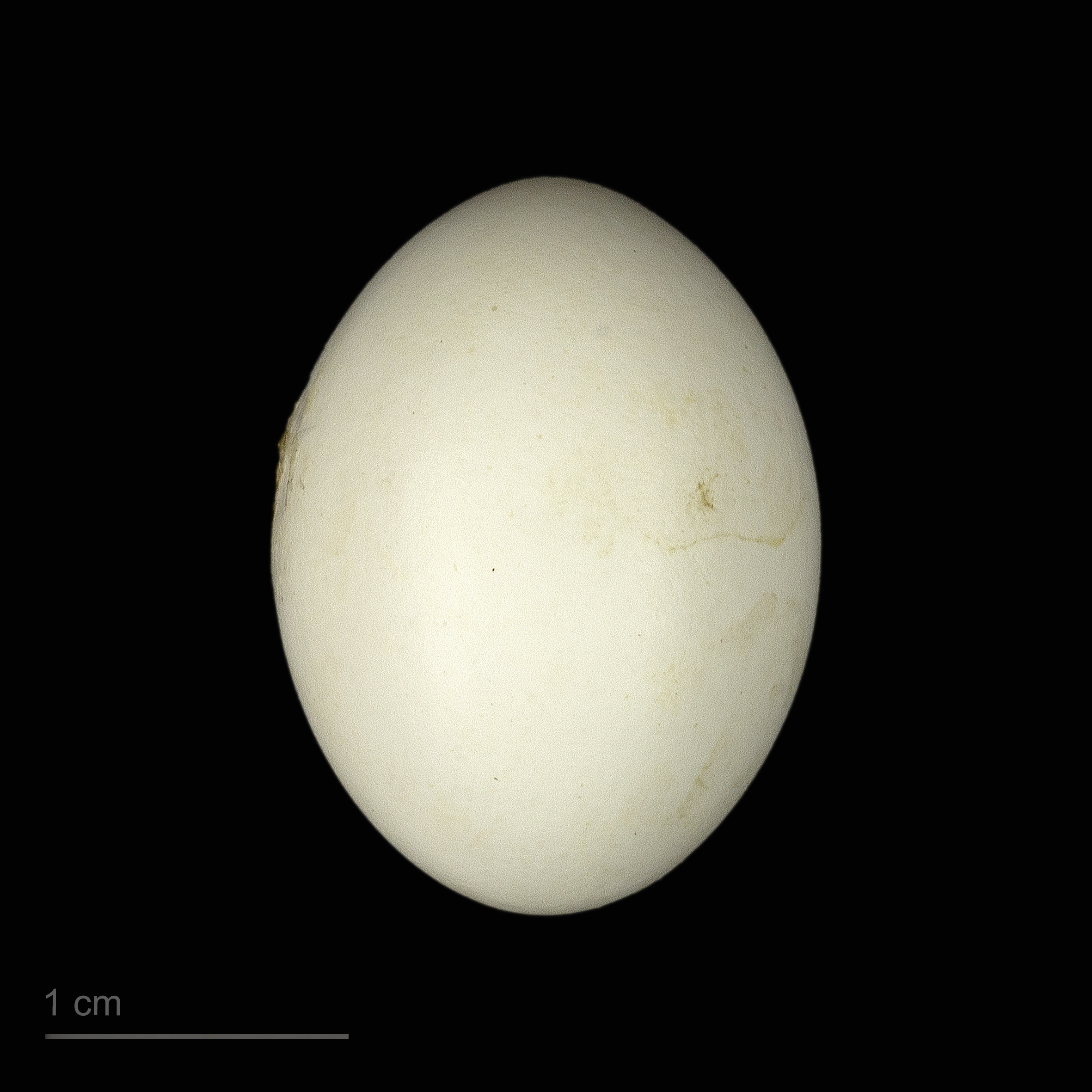
Zenaida aurita aurita

シマハジロバト（学名:Zenaida aurita）は、ハト目ハト科に分類される鳥類の一種。